# Nias

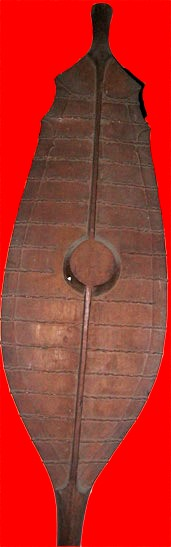
Nias: Escudo cerimonial.

Nias (Tanö Niha na língua nia) é uma ilha da Indonésia, situada a 125 km da costa ocidental de Samatra, no Oceano Índico. 
Tem uma área de 5625 km² e cerca de 880 550 habitantes (censo de 2020). As localidades principais são Gunung Sitoli e Teluk Dalam. 
O povo Nia tem língua própria, o nia, embora nas escolas se estude em indonésio e, pelo turismo, se fala também inglês. Convivem na ilha comunidades muçulmanas e cristãs, tanto católicas como protestantes. 
O tsunami de dezembro de 2004 colheu 122 vidas em Nias, e o terremoto posterior de Samatra, em 2005, mais de 800.
Em Nias foram encontrados artefactos arqueológicos hoabinhianos. O sítio de Tögi Ndrawa testemunha uma presença humana que remonta há 12000 anos, e portanto de período anterior à chegada dos austronésios de há 3500 anos..

Mapa de Nias